# Philonotis submarchica
Philonotis submarchica là một loài rêu trong họ Bartramiaceae. Loài này được Besch. mô tả khoa học đầu tiên năm 1880.